# Marcabelí (kanton)
Marcabelí  – kanton w Ekwadorze, w prowincji El Oro. Stolicą kantonu jest Marcabelí.